# Libor Capalini
Libor Capalini (Hořovice, 30 de junho de 1973) é um ex-pentatleta checo.

## Carreira
Libor Capalini representou seu país nos Jogos Olímpicos de 2004, na qual conquistou a medalha de bronze, no individual.